# Francesca Anna Ruggiero
Francesca Anna Ruggiero (Bitonto, 11 ottobre 1984) è una politica italiana.

## Biografia
Coordinatrice amministrativa e iscritta alla facoltà di Medicina e Chirurgia presso il Policlinico di Bari, svolge negli anni vari lavori, studi specialistici e impegni nel sociale; è inoltre coordinatrice regionale dell'associazione dei consumatori Codici fino al momento della sua elezione in Parlamento, nel marzo 2018.

## Attività politica
Fin da adolescente appassionata sostenitrice di tematiche sociali e ambientali, riscontrando aderenza dei principi pentastellati alle proprie idee si iscrive al Movimento 5 Stelle nel 2013 e si fa conoscere nell'ambito dell'attivismo pentastellato pugliese.
Dal maggio 2015 all'agosto 2016 svolge l'incarico di collaboratrice del deputato M5S Francesco Cariello. Frequenta il corso base di europrogettazione organizzato dall'Europarlamentare Rosa D'Amato che le consente di aprire nel 2017, insieme ad altri attivisti, lo Sportello Fondi Europei e microcredito della sua città.
Nel 2017 si candida per le amministrative del Comune di Bitonto risultando terza, non eletta, nelle file del Movimento locale.
In occasione delle elezioni politiche del 2018 si candida cl Movimento 5 stelle nel collegio uninominale di Bari-Bitonto, risultando eletta con oltre il 50% dei voti, la percentuale più alta tra gli eletti in Puglia. Diviene quindi deputata della XVIII legislatura della Repubblica Italiana presente in VI Commissione Finanze.